# 沙岭庄站
沙岭庄站位于山东省青岛市市北区傍海中路6号，邮政编码为266042。胶济线里程范围9km714m至12km555m，中心里程为10km745m，隶属中国铁路济南局集团有限公司青岛站管辖的二等站，青岛方向通过胶济单线、胶济联络线与四方站衔接，济南方向通过胶济上、下行线与青岛北站衔接。沙岭庄站按技术作业为中间站，主要办理列车接发、会让及摘挂工作，日办理列车69.5对（图定），其中客车55.5对，货车14对。按业务性质为货运站（专用线三条），办理专用线物资的装卸作业，日均卸车108辆，年均到达260万吨。
沙岭庄站建于1936年，为青岛市最大的货运站之一。车站原设有2条正线、6条货物线和4条调车线，2010年作为青岛北站工程的一部分车站进行改造，新建动车所，于2013年完工。
改造后的沙岭庄站场分为I场和II场，呈横列式布置。I场共有正线、到发线6条，衔接华电青岛发电有限公司专用线、中国人民解放军92983部队专用线、中铁检验认证（青岛）车辆检验站有限公司专用线；II场为青岛动车段段管线，包括存车线29条、动车库检修线8条，主要担负青岛枢纽青岛北站、青岛站始发（终到）动车组列车车底的检修和存放。